# 林肯海

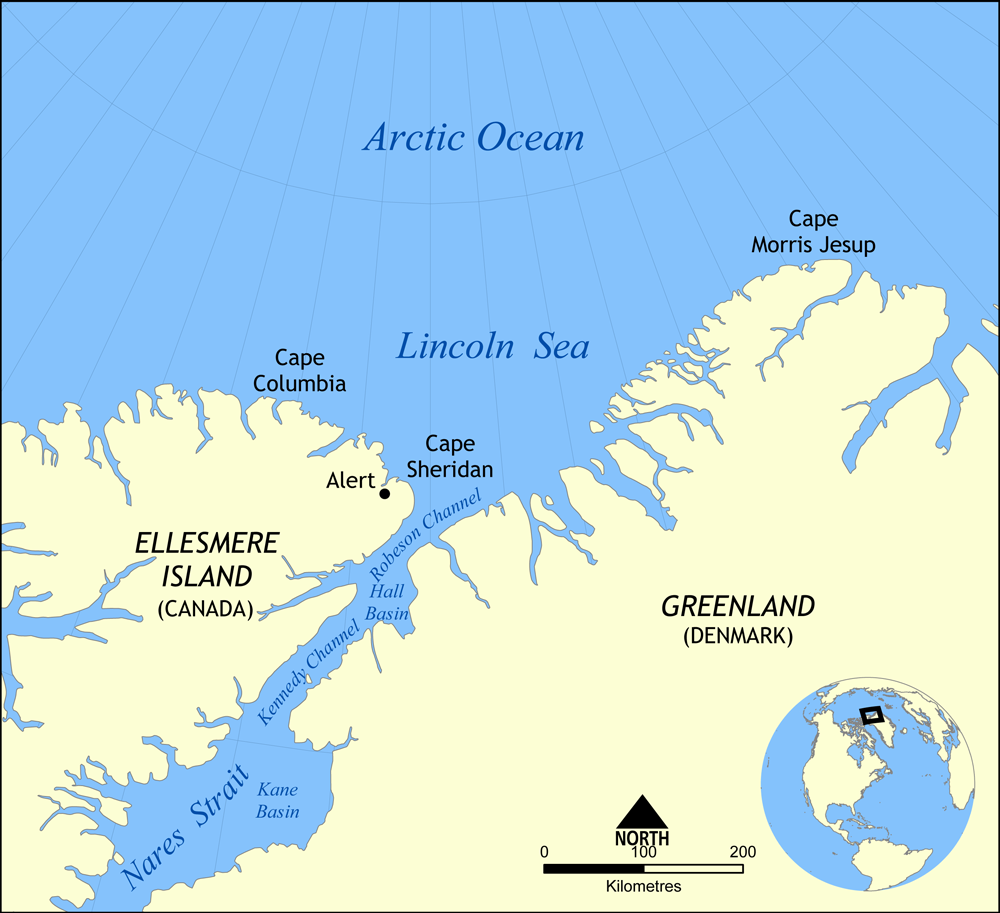
林肯海附近地图，左方为加拿大的埃尔斯米尔岛，右方为格陵兰岛

林肯海是北冰洋的一部分，位于北纬80度以北，北以加拿大埃尔斯米尔岛北端的哥伦比亚角和格陵兰岛北端的莫里斯·杰塞普角所在的大圆连线为界，东临旺德爾海，北接北冰洋的北极海区。南以埃尔斯米尔岛谢里登角和格陵兰岛的布莱恩特角的连线为界。
1881-1884年，美国军官，极地探险家阿道尔夫斯·格瑞利在对富兰克林女士湾考察时得以发现此处海域，以美国战争部长罗伯特·托德·林肯命名。由于纬度很高，该海域全年封冻，冰层达到15米以上，水深100到300米。仅每年8月份的几周，可从巴芬湾经过狭长曲折的内尔斯海峡航入该海。处于谢里登角上的阿勒特是林肯海周围唯一的居民点。1970年代起，加拿大和丹麦在林肯海的划界问题上，对其中大约200平方公里的海域产生了争议，2010年两方开始进行磋商以解决这一争端。